# Microgecko laki
Microgecko laki — вид геконоподібних ящірок родини геконових (Gekkonidae). Ендемік Ірану. Описаний у 2020 році.

## Поширення і екологія
Вид відомий з типової місцевості в горах Загросу в області Кухдешт у провінції Лурестан на заході Ірану, на висоті 1500 м над рівнем моря.